# Overbetuwe

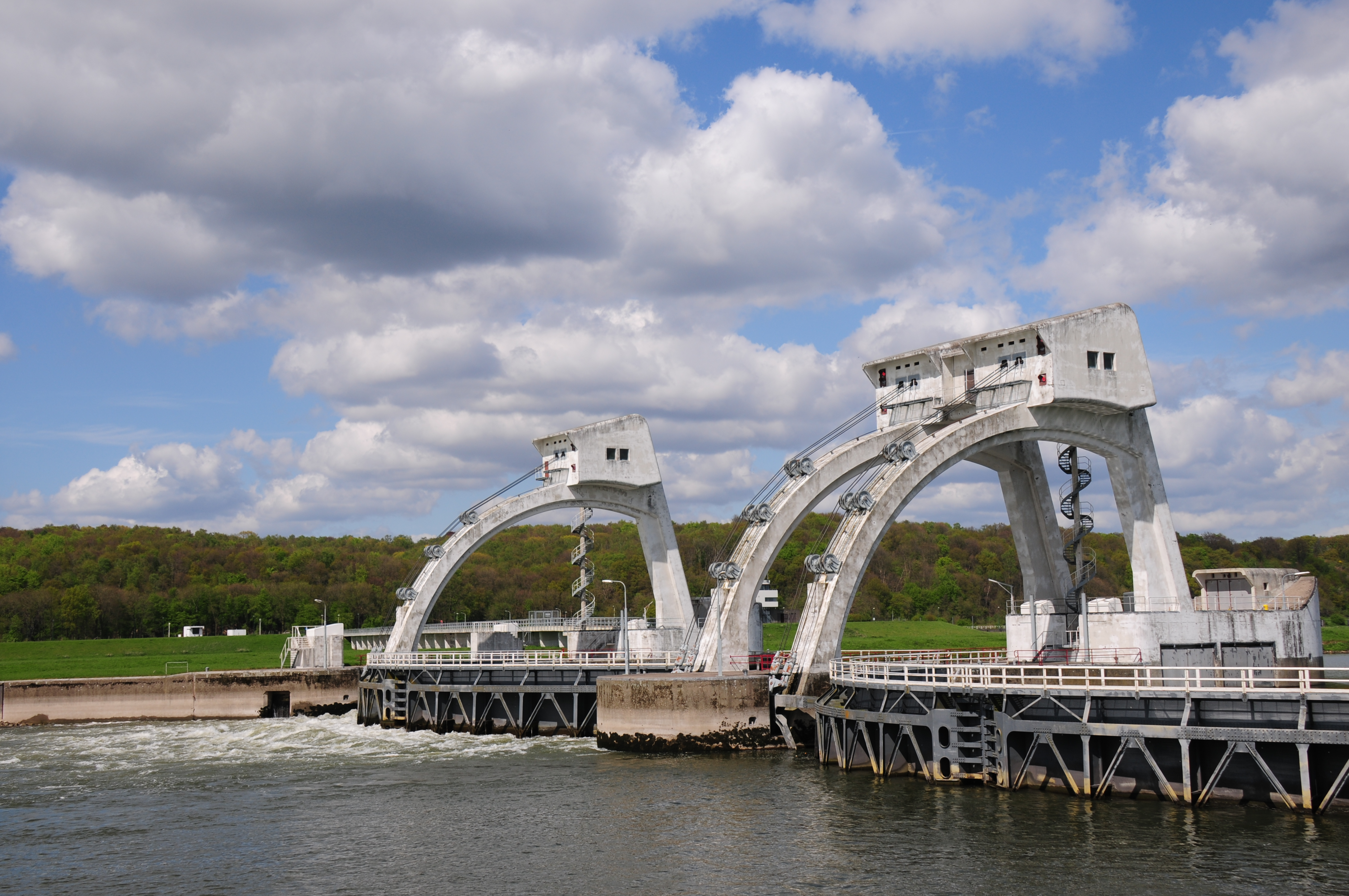
Stuw in de Nederrijn bij Driel

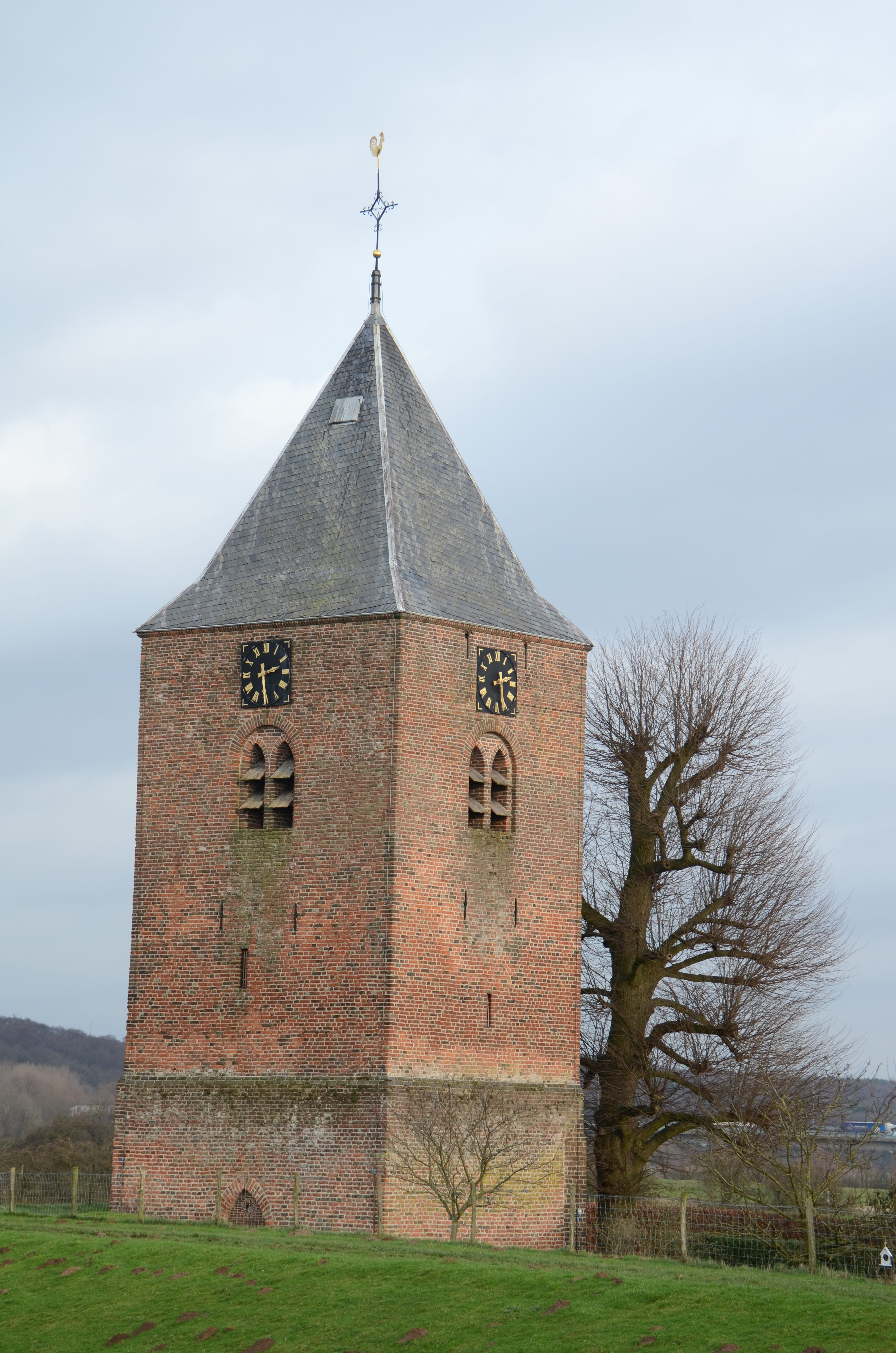
De “Peperbus” in Heteren

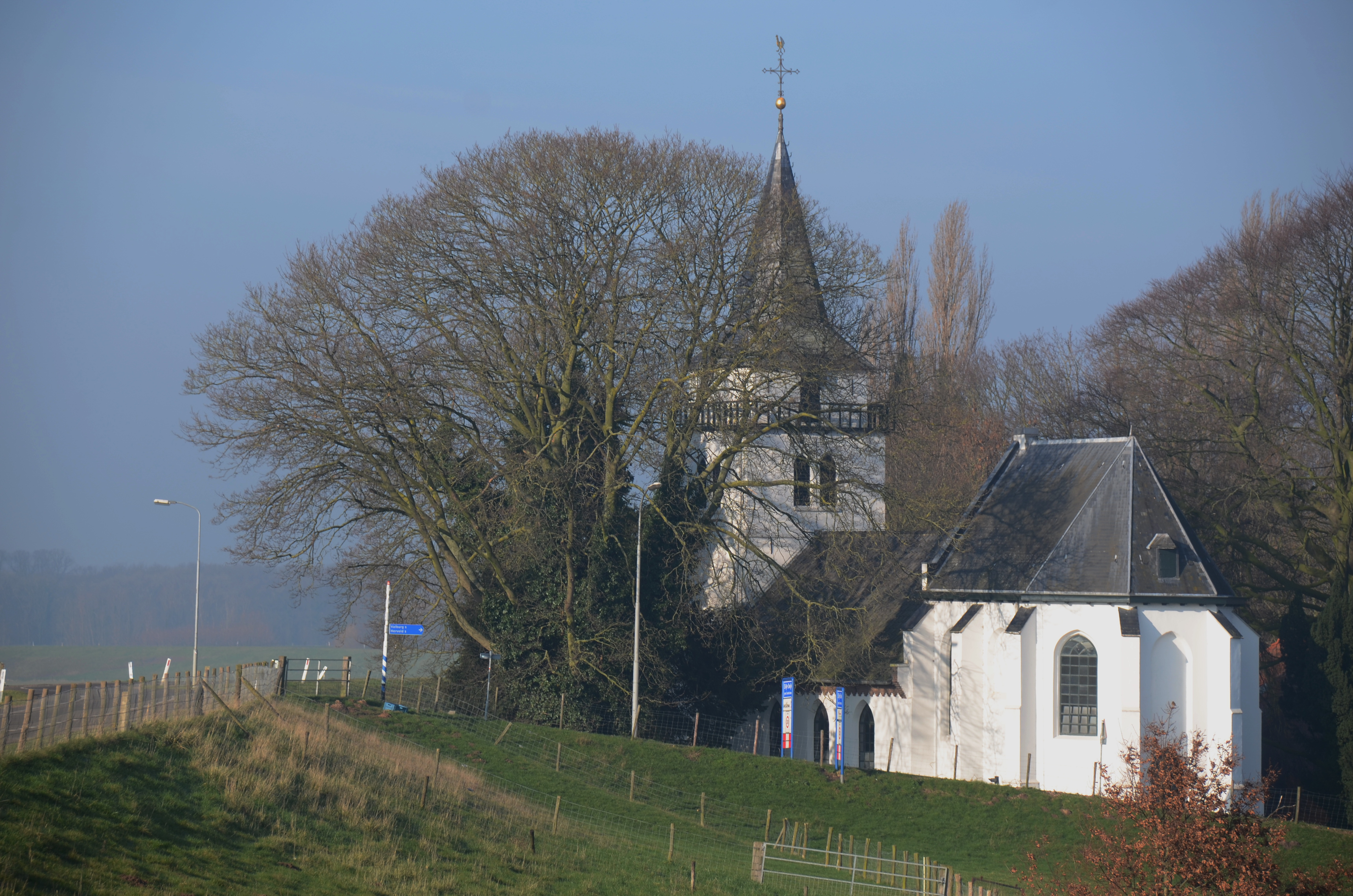
Kerk bij Slijk Ewijk

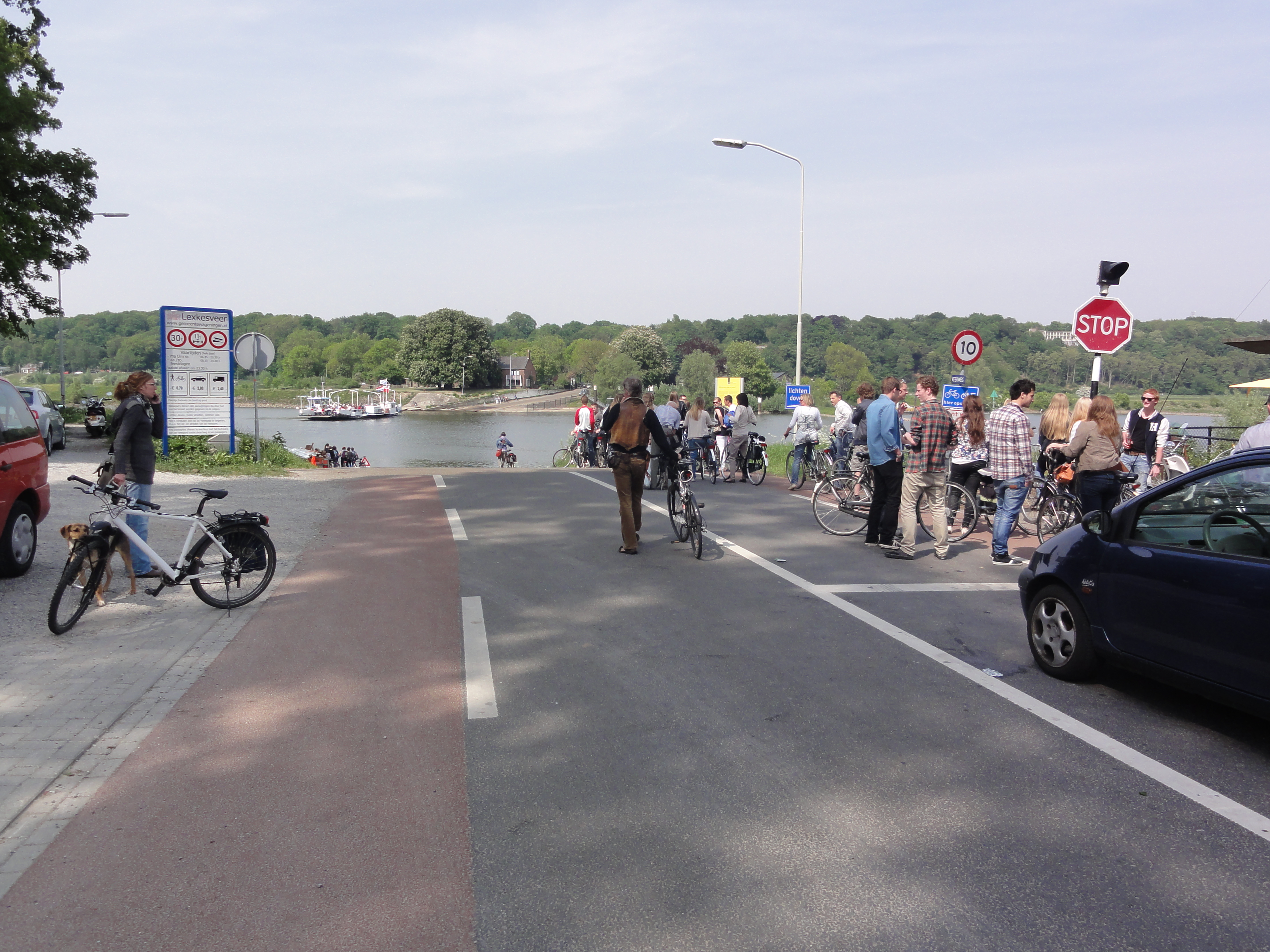
Wachten op Lexkesveer over de Rijn bij Randwijk

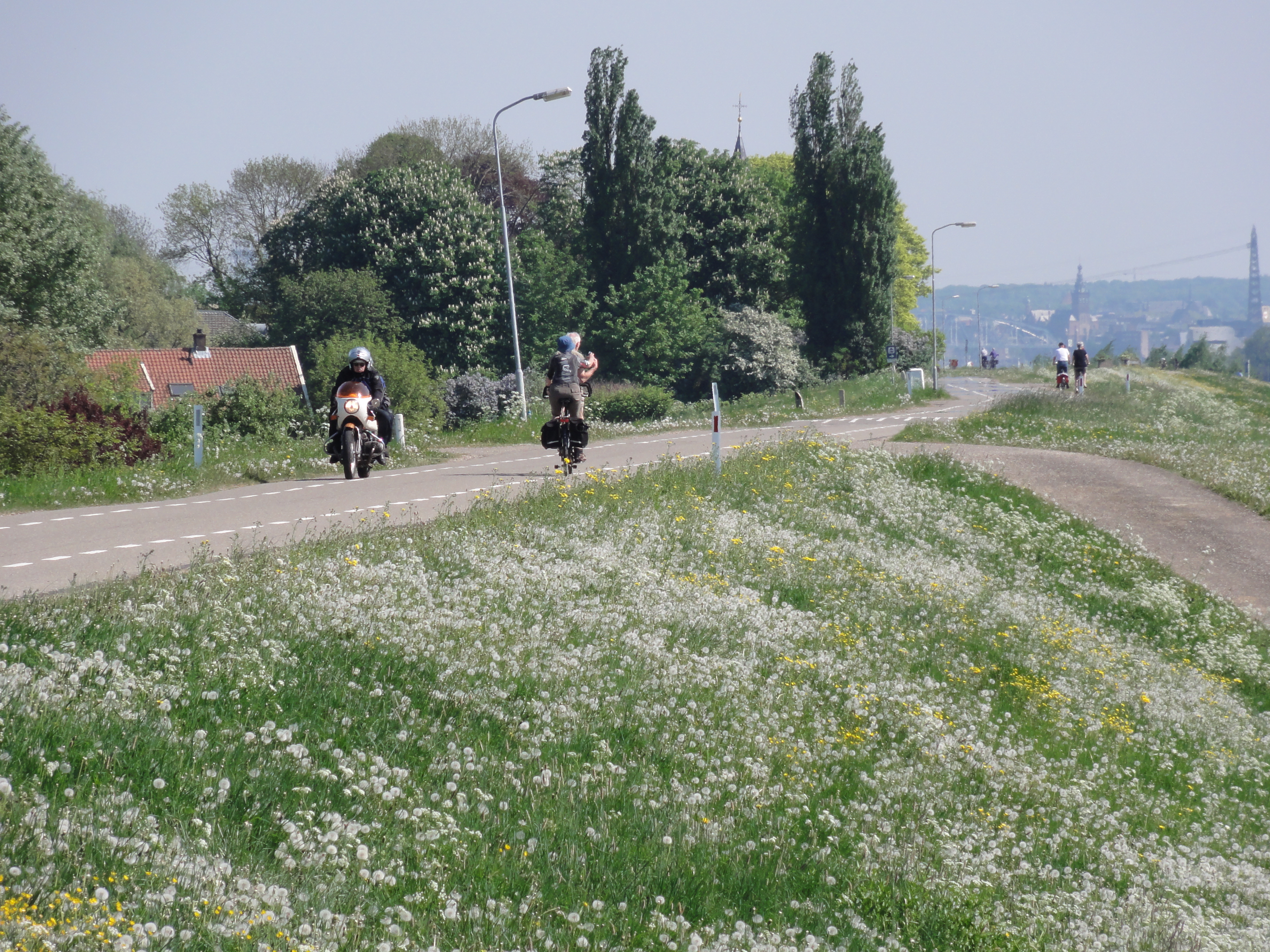
Fietstoerisme op de Waaldijk

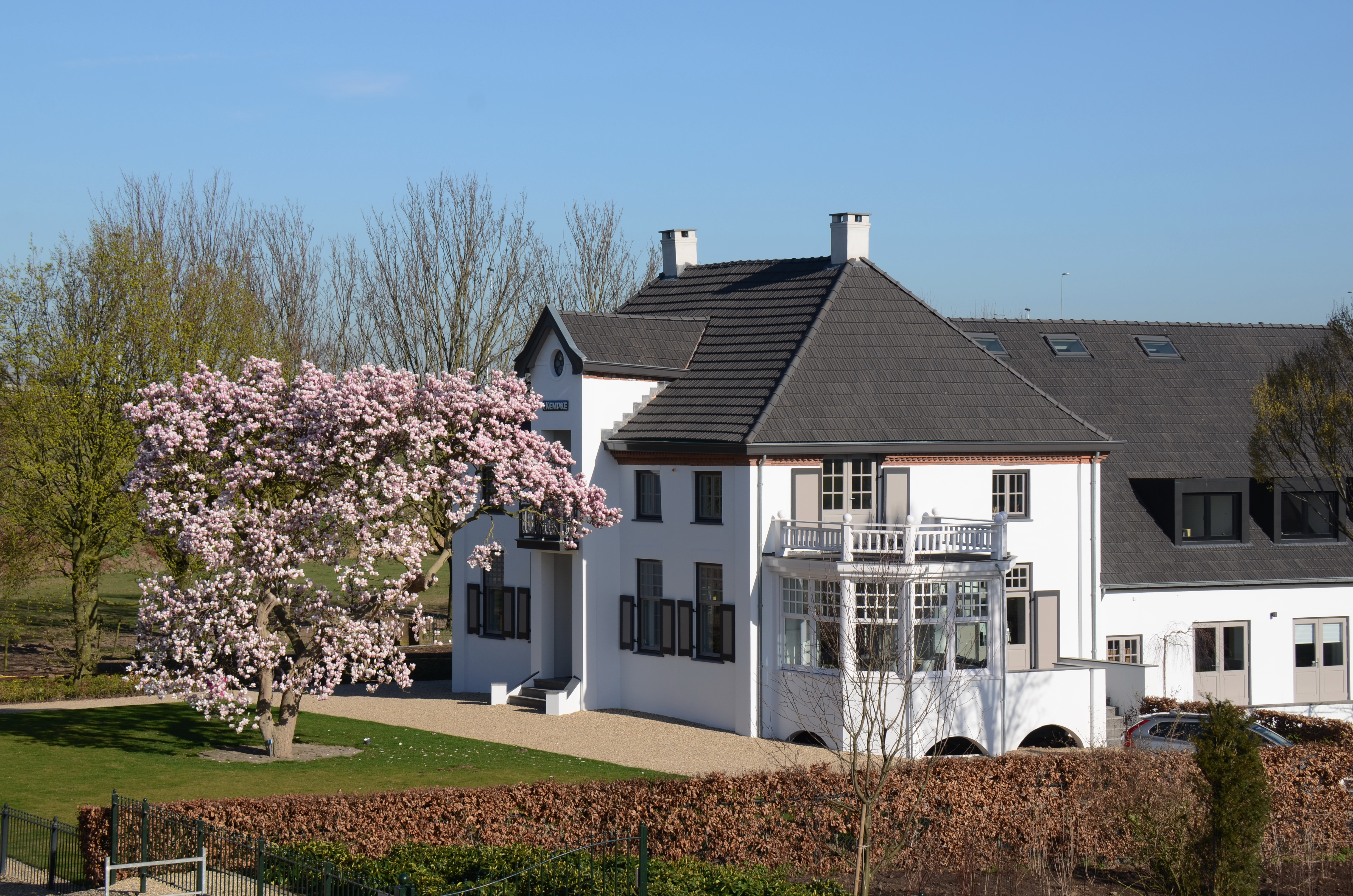
Voorjaar langs de Waal bij Andelst

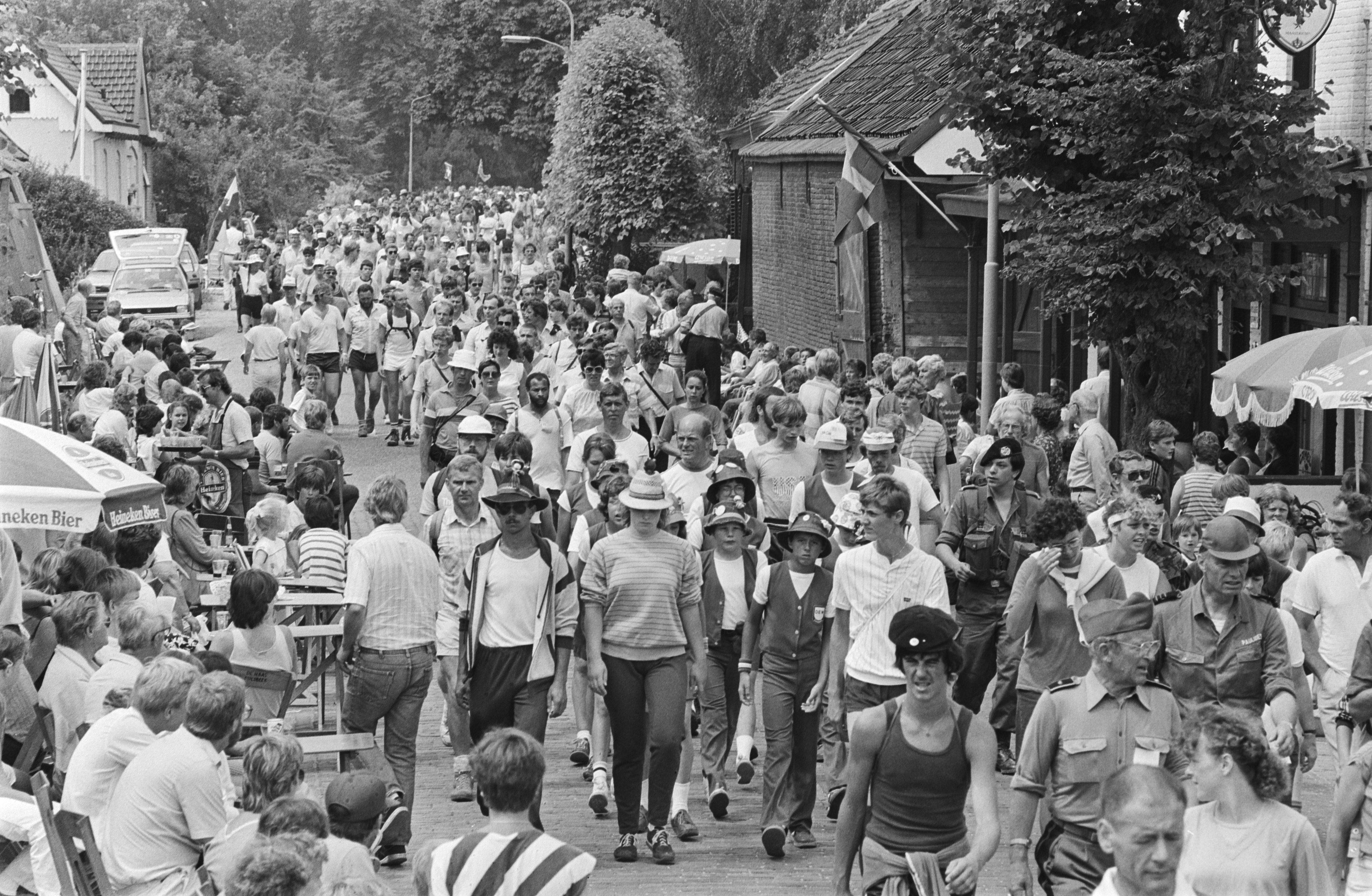
De Nijmeegse Vierdaagse in 1983, doorkomst Elst

Overbetuwe (uitspraakⓘ) is een gemeente in de Nederlandse provincie Gelderland. De gemeente telt 48.909 inwoners en heeft een oppervlakte van 115 km² (waarvan 3,93 km² water). De gemeente vormt samen met de oostelijker gelegen gemeente Lingewaard de streek Over-Betuwe. Op 1 januari 2001 is de gemeente ontstaan uit de samenvoeging van de gemeenten Elst, Heteren en Valburg. Het gemeentehuis is gevestigd in het centrum van Elst. De gemeente maakte tot 1 januari 2015 deel uit van de Stadsregio Arnhem Nijmegen en sinds 2016 van het Gemeenschappelijk Orgaan (GO) regio Arnhem-Nijmegen. Sinds 2021 maakt de gemeente deel uit van de Groene Metropoolregio Arnhem-Nijmegen.

## Kernen
Overbetuwe kent een aantal kernen. Onderstaande cijfers geven zowel het inwoneraantal in de plaats zelf, als in het bijbehorende buitengebied, op 1 januari 2023 aan.
| Woonplaats (BAG) | Inwoners 2023 |
| ---------------- | ------------- |
| Andelst          | 1.715         |
| Driel            | 4.385         |
| Elst             | 22.470        |
| Hemmen           | 175           |
| Herveld          | 3.185         |
| Heteren          | 5.050         |
| Homoet           | 70            |
| Oosterhout       | 2.550         |
| Randwijk         | 1.460         |
| Slijk-Ewijk      | 495           |
| Valburg          | 1.960         |
| Zetten           | 5.210         |

In de buitengebieden liggen de buurtschappen en gehuchten: Aam, Bredelaar, Eimeren, Herveld-Noord, Herveld-Zuid, Indoornik, Keulse Kamp, Lakemond, Leedjes, Lijnden, Loenen, Merm, Raayen, Reeth, Snodenhoek en Wolferen.

### Topografie
Topografische gemeentekaart van Overbetuwe, per september 2022

## Gemeenteraad
De gemeenteraad van Overbetuwe bestaat uit 29 zetels. Hieronder de behaalde zetels per partij bij de gemeenteraadsverkiezingen sinds 2000:
| Partij                     | 2000 | 2006 | 2010 | 2014 | 2018 | 2022 |
| -------------------------- | ---- | ---- | ---- | ---- | ---- | ---- |
| GBO                        | -    | 5    | 5    | 4    | 4    | 8    |
| CDA                        | 7    | 7    | 7    | 13   | 9    | 7    |
| D66                        | 4    | 3    | 5    | 5    | 4    | 3    |
| GroenLinks                 | 2    | 2    | 2    | 2    | 4    | 3    |
| VVD                        | 3    | 3    | 5    | 2    | 3    | 3    |
| Burger Belangen Overbetuwe | -    | -    | -    | 1    | 2    | 3    |
| PvdA                       | 3    | 6    | 4    | 1    | 2    | 1    |
| ChristenUnie               | 1    | 1    | 1    | 1    | 1    | 1    |
| Over-Betuwe Lokaal*        | 3    | -    | -    | -    | -    | -    |
| Dorpslijst Elst*           | 2    | -    | -    | -    | -    | -    |
| SGP                        | -    | -    | -    | -    | -    | -    |
| Totaal                     | 27   | 27   | 29   | 29   | 29   | 29   |

- Over-Betuwe Lokaal en Dorpslijst Elst gingen in 2006 op in Gemeentebelangen
- De Partij van de Arbeid had in 2006 een gemeenschappelijke lijst met GroenLinks.

## College van burgemeester en wethouders en portefeuilleverdeling
Burgemeester: Patricia Hoytink-Roubos (CDA)
Wethouders:
Dimitri Horsthuis-Tangelder (GBO) en 1e locoburgemeester
- Verstedelijkingsagenda
- Bouwen en wonen (woningcorporaties / RO)
- Omgevingsvisie
- Grondzaken
- Maatschappelijk en gemeentelijk vastgoed
- Kunst, cultuur en erfgoed
- Economische Zaken en bedrijventerreinen
- Groene Metropoolregio: Groene Groei,- en Productieve regio
- Participatiecultuur

Wijnte Hol (CDA) en 2e locoburgemeester
- Landschappelijke ontwikkeling (Linge / Danenberg)
- Mobiliteitsbeleid & infrastructuur (incl. water en verkeer/spoor)
- Doelgroepenvervoer (inclusief leerlingenvervoer)
- Openbare Ruimte (incl. speelbeleid)
- Sport en sportvelden
- Evenementen
- Verkabeling TenneT
- Groene Metropoolregio: Verbonden regio
- Participatiecultuur

Rik van den Dam (GL) en 3e locoburgemeester
- Financiën en Belastingen
- Inkoop en aanbesteding
- Duurzaamheid
- Milieu- en omgevingszaken (ODRA)
- Dierenwelzijn
- Projecten: Circulair ambachtscentrum
- Groene Metropoolregio: Circulaire regio
- Participatiecultuur

René Post (GBO) en 4e locoburgemeester
- Schulddienstverlening
- Armoede en minimabeleid
- Werk en inkomen (P-wet)
- Dienstbare overheid
- Onderwijs en onderwijshuisvesting
- Recreatie, Toerisme
- Jeugdzorg / Breed Sociaal Domein
- Inburgering statushouders
- Groene Groeiregio: Ontspannen regio
- Participatiecultuur

Chantal Teunissen en 5e locoburgemeester
- WMO
- Volksgezondheid / opvoeding
- Welzijn en maatschappelijk werk
- WMO / Breed Sociaal Domein
- Participatiecultuur

## Partnergemeenten
- Boleszkowice (Polen)
- Usingen (Duitsland)
- Zülpich (Duitsland)

## Aangrenzende gemeenten
| Aangrenzende gemeenten | Aangrenzende gemeenten | Aangrenzende gemeenten | Aangrenzende gemeenten | Aangrenzende gemeenten |
| ---------------------- | ---------------------- | ---------------------- | ---------------------- | ---------------------- |
| Wageningen             |                        | Renkum                 |                        | Arnhem                 |
|                        |                        |                        |                        |                        |
| Neder-Betuwe           | Lingewaard             |                        |                        |                        |
|                        |                        |                        |                        |                        |
|                        |                        | Beuningen              |                        | Nijmegen               |

## Monumenten
In de gemeente zijn er een aantal rijksmonumenten, gemeentelijke monumenten, en oorlogsmonumenten, zie:
- Lijst van rijksmonumenten in Overbetuwe
- Lijst van gemeentelijke monumenten in Overbetuwe
- Lijst van oorlogsmonumenten in Overbetuwe